# Pequeños invasores
Pequeños invasores —en inglés Aliens in the Attic— es una película estadounidense de 2009, basada en la historia de un grupo de jóvenes que se enfrentan a una invasión alienígena en sus vacaciones. Protagonizada por Carter Jenkins, Austin Butler, Ashley Tisdale, Henri Young, Regan Young, Ashley Boettcher, Josh Peck y Robert Hoffman. Dirigida por John Schultz y escrita por Adam Goldberg, esta cinta es distribuida por 20th Century Fox.

## Sinopsis
Un grupo de niños tiene que defenderse de una invasión alienígena durante unas vacaciones familiares en su casa de verano. La historia comienza cuando los padres de Tom Pearson (Carter Jenkins) se sorprenden de las malas calificaciones de su hijo, al tiempo que este, trata de hackear la página del colegio para modificarlas. En ese momento, Bethany Pearson (Ashley Tisdale), la hermana de Tom, llega a casa después de una salida en secreto con su novio Ricky (Robert Hoffman). Es ahí cuando su padre Stuart (Kevin Nealon) entra en la pieza de su hijo y además de retarlo a él y descubrir a Bethany, decide que es hora de unas vacaciones familiares. Así es como Hannah (Ashley Boettcher), la hermanita menor, Tom, el hijo adolescente, y Bethany, la hermana mayor, parten, junto a sus padres, a pasar unas vacaciones en Maine. Además, Stuart, invita al resto de la familia a unirse a ellos en su casa de verano: a su hermano, Nathan, a su madre, Nana y a sus sobrinos Jake, Art y Lee. Por otro lado, el insoportable novio de Bethany, Ricky, los sorprende llegando a la casa más tarde, y pretendiendo quedarse el resto de las vacaciones con ellos. Poco después de que los Pearson llegan a su casa de verano, las cosas empiezan a ponerse extrañas. Nubes oscuras comienzan a cubrir el cielo, unos objetos brillantes producen 4 explosiones y caen, causando una colisión en el techo de la casa. Pronto, los primos descubren que no se trata de un fenómeno meteorológico sino que una invasión alienígena, más precisamente de 4 aliens, ha caído en su casa pretendiendo dominar a la raza humana. Ya que los adultos son completamente ajenos a la amenaza extraterrestre, son los primos, los que tienen que destruir a los aliens y evitar que éstos cumplan con su propósito de dominar el mundo.

## Reparto

### Humanos
- Carter Jenkins como Tom Pearson.
- Ashley Tisdale como Bethany Pearson.
- Austin Butler como Jake Pearson.
- Henri Young como Art Pearson.
- Regan Young como Lee Pearson.
- Ashley Boettcher como Hannah Pearson.
- Tim Meadows como Doug Armstrong.
- Robert Hoffman como Ricky Dillman.
- Kevin Nealon como Stuart Pearson.
- Doris Roberts como Nana Pearson.
- Andy Richter como Nathan Pearson.
- Gillian Vigman como Nina Pearson.

### Aliens
- J. K. Simmons como Skip (El Líder).
- Kari Wahlgren como Razor (La Chica Dura).
- Josh Peck como Sparks (El Mecánico).
- Thomas Haden Church como Tazer (El Comandante).

## Producción y filmación
El guion de la película fue escrito por Mark Burton y Adam Goldberg con el género de aventura y fantasía. La cinta es cofinanciada por FOX y Kara Francis Smith, y distribuida por la 20th Century Fox. Marc Resteghini es el supervisor encargado para Fox, mientras que Kara Francis Smith representan a la agencia Regency. Barry Josephson fue confirmado como el principal productor, mientras que Thor Freudenthal ha sido contratado para dirigir la producción principal. La película fue titulada provisionalmente "They Came from Upstairs", pero más tarde cambió a "Aliens in the Attic", mientras que el primer título pasó a ser utilizado como lema de la película. La participación de Ashley Tisdale en la película fue confirmada en enero de 2008 y fue presentada como el personaje de Bethany Pearson. Aparte de Tisdale, más tarde se confirmó que Robert Hoffman, Carter Jenkins, Austin Butler y Doris Roberts también fueron incluidos en la película.
El rodaje comenzó a finales de enero de 2008 en Auckland, Nueva Zelanda. La productora New Upstairs Productions con base en Auckland dijo que la filmación duró unos 30 o 40 días a partir del 28 de enero y hasta el 18 de abril de 2008 sin rodar durante los fines de semana. La película tuvo como principales localidades, viejos villorios y granjas de Remuera también en el norte de Auckland. La principal locación fue una vieja hacienda y en donde se gastó $700.000 en el restablecimiento de la casa. La filmación principal terminó a mediados de marzo de 2008. Tisdale, Butler y Jenkins volvieron a finalizar un par de escenas de la película en abril de 2009, en Los Ángeles, Estados Unidos. Esta es la primera película de la franquicia 20th Century Fox, en llevar el logo de Fox Family Films.

## Música
John Debney compuso la música original para la cinta. Ashley Tisdale grabó una canción titulada "Switch" para la película, esta misma canción fue incluida en el segundo álbum de estudio de la cantante llamado Guilty Pleasure, el cual salió a la venta en Estados Unidos la misma semana de estreno del film.

## Recepción
"The Times" eligió a la película en la ubicación 14 de la lista de las "50 películas más importante de 2009" y se agregó que la película sería un placer culpable que se puede tener, pero muy disfrutable en secreto.

### Premios y candidaturas
Teen Choice Awards 2009
- Estrella de película favorita - Ashley Tisdale (Candidata)